# Rubén Gimeno
Rubén Gimeno (nascut en 1972 en València) és un director d'orquestra, violinista i clarinetista valencià.
Va cursar estudis de clarinet i violí en el Conservatori Superior de Música Joaquín Rodrigo de la seua ciutat natal. Posteriorment, va ingressar al Conservatori reial de Brussel·les on va aconseguir el Premier Prix i Diplome Superieur en música de cambra i violí.
Va iniciar els seus estudis de direcció d'orquestra amb James Ross, en la Universitat de Maryland. Després va estudiar en el Conservatori d'Estocolm amb Jorma Panula, Esa-Pekka Salonen, Leonard Slatkin, Alan Gilbert i Gustav Meier, entre d'altres.
Des de 1997 fins a 2007 va ser director de la Jove Orquestra Simfònica de Galícia, sent també director assistent de la Jove Orquestra Nacional d'Espanya. És també director invitat de l'Orquestra Simfònica de Tenerife.
Ha dirigit entre d'altres, l'Orquestra Nacional d'Espanya, l'Orquestra Ciutat de Granada, l'Orquestra Simfònica de Barcelona i Nacional de Catalunya, l'Orquestra del Palau de les Arts de València, l'Orquestra Simfònica d'Euskadi, l'Orquestra Simfònica de Bilbao, l'Orquestra Simfònica Nacional de Colòmbia, l'Orquestra Simfònica del Principat d'Astúries, l'Orquestra de València, l'Orquestra Simfònica de Gavle (Suècia), l'Orquestra del Reial Conservatori d'Estocolm, l'Orquestra de l'Acadèmia Nacional Sueca, l'Orquestra Simfònica de Galícia o l'Orquestra del MMCK Festival (Japó), entre d'altres.
Va ser director titular de l'Orquestra Simfònica del Vallès entre els anys 2009 i 2016.